# セメステネ
セメステネ（イタリア語: Semestene）は、イタリア共和国サルデーニャ自治州サッサリ県にある、人口約100人の基礎自治体（コムーネ）。

## 地理

### 位置・広がり

#### 隣接コムーネ
隣接するコムーネは以下の通り。括弧内のNUはヌーオロ県所属を示す。
- ボノルヴァ
- コッソイーネ
- マコメール (NU)
- ポッツォマッジョーレ
- シンディーア (NU)